# Sigma (scheepsklasse)

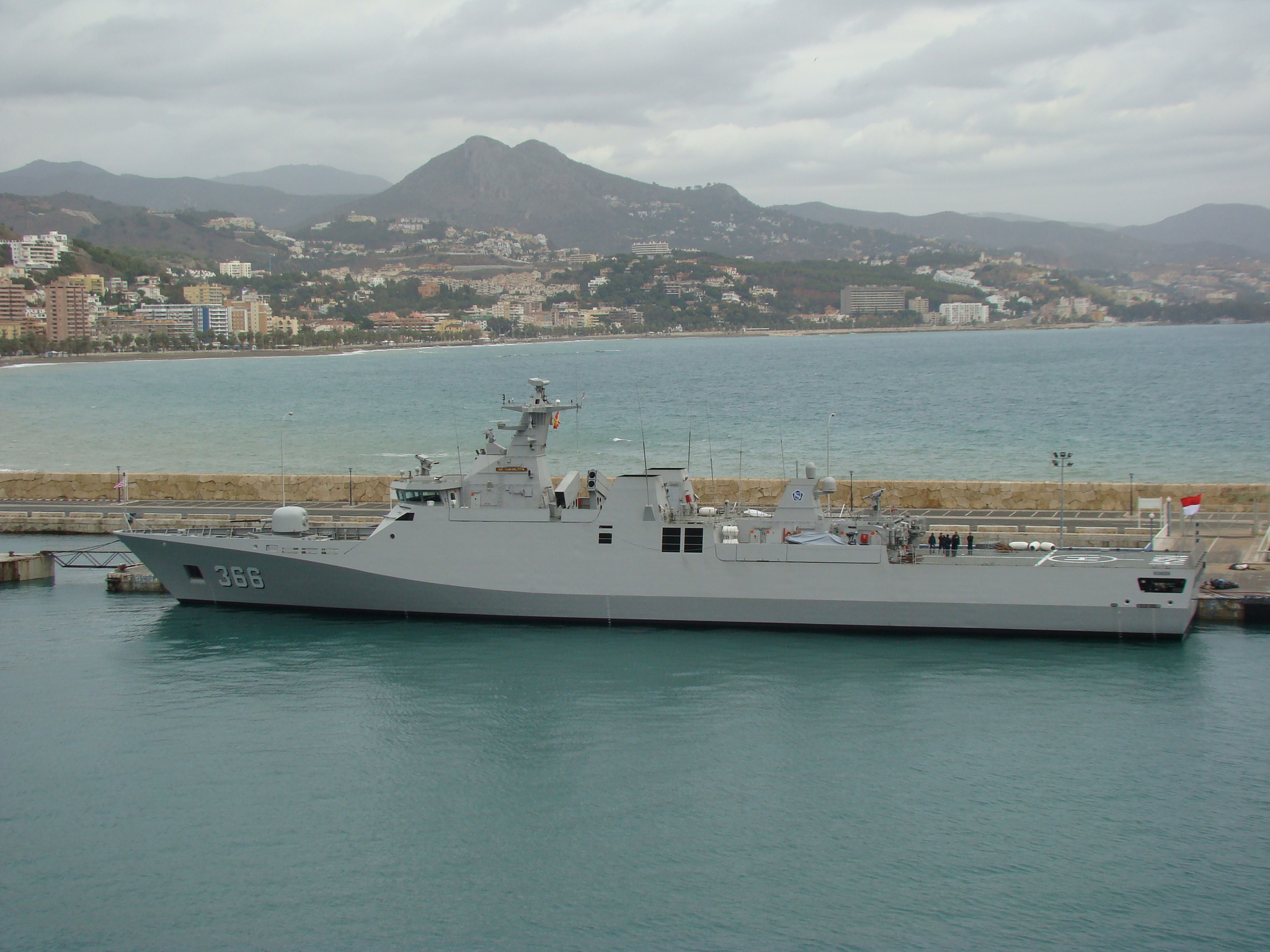
Indonesische KRI Hasanuddin (2007) als voorbeeld van Sigma-scheepsklasse

De Sigmascheepsklasse is een ontwerp van Damen Schelde Naval Shipbuilding gevestigd in Vlissingen voor de bouw van een korvet of fregat. Het model is ontworpen met het oog op de exportmarkt. Damen heeft het ontwerp ook aan de Koninklijke Marine aangeboden. Deze koos echter voor een, grotendeels, eigen ontwerp voor een zeegaand type patrouilleschip, de Hollandklasse.

## Ontwerp
Sigma (Σ) staat voor Ship Integrated Geometrical Modularity Approach. Het ontwerp kenmerkt zich door een modulaire aanpak, die er in voorziet dat het schip naar wens van de klant kan worden afgebouwd. Zo zijn er variaties mogelijk op de aandrijving, de sensoren en de bewapening.
Het rompontwerp voor de SIGMA is voortgekomen uit gezamenlijk onderzoek tussen MARIN en Damen Schelde Naval Shipbuilding. Dit heeft geleid tot een romp die in modules kan worden gebouwd tussen 52 en 98 meter lengte en van 440 tot 1930 ton waterverplaatsing. Damen heeft drie basismodellen: het 6910, het 8313 en het 9113 model. Verlengde vormen, tot 107 meter, op basis van het laatste model zijn inmiddels ook besteld. De laatste twee cijfers 10, 13 of 14 geven de breedte in m aan, de eerste twee of drie cijfers 52, 69, 83, 91, 98, 105, 107 geven de lengte in meter aan.

## Gebruikers
Voor het Sigma type hebben Indonesië, Marokko en Mexico bestellingen geplaatst. In totaal zijn 10 schepen besteld en geleverd.
 Indonesië heeft vier schepen van het 9113 type besteld. De laatste daarvan werd in 2009 geleverd. Deze schepen zijn bewapend met een 76 mm snelvuurkanon, 2x4 lanceerders voor Exocet antischeepsraketten en 12 cellen voor Mistral luchtdoelraketten, twee torpedobuizen, elektronische oorlogvoering, 2 decoy lanceerders. 
Later volgde nog een order voor twee grotere schepen, type  10514, die deels in Indonesië zijn gebouwd. Met 3,7 m diepgang, 2365 ton waterverplaatsing, 15 knopen kruissnelheid en maximale snelheid 28 knopen, bereik 5000 zeemijl aan 14 knopen met twee 10 MW MCR dieselmotoren en 2 1,3 MW elektromotoren, twee CCM 3,65 m scheepsschroeven, 122 koppen, radar met Identification Friend or Foe, CIWS, 2 x 3 torpedobuizen, elektronische oorlogvoering, 2 decoy lanceerders.
 Marokko heeft in februari 2008 twee schepen van het type 9813 type en een van het iets langere type 10513 besteld. Al deze schepen zijn afgeleverd en in dienst. Ze zijn voorzien van VL-MICA luchtdoelraketten.
- Tarik ben Ziyad (F-613) kiel gelegd in april 2008, tewaterlating in september 2011 en in dienst sinds december 2011.
- Sultan Moulay Ismail (F-614) kiel gelegd in maart 2009, aanvaard in december 2011 en in dienst sinds maart 2012.
- Allal Ben Abdellah kiel gelegd in september 2009, in dienst sinds september 2012.

 Mexico Het nieuwe patrouilleschip ARM Reformador van 107 m lengte en 122 koppen werd in 2020 aan de Mexicaanse marine overgedragen. De Reformador is grotendeels in Mexico gebouwd, van de zes modules komen twee uit Vlissingen en vier uit Salina Cruz van de werf Astimar. Er is een hangar voor een SH-60 Seahawk helikopter. Het heeft twee dieselmotoren van 10 MW en twee elektromotoren van 1,3 MW. Het schip kan 20 dagen op zee blijven. De maximale snelheid bedraagt 25 knopen. Thales Groep heeft het Tacticos Combat Management System, de Smart-S Mk2 radar, de STIR vuurleidingsradar, de 360° camera Gatekeeper en de CAPTAS-2 Passive Variable Depth Sonar. Hij is bewapend met RIM-162 Evolved Sea Sparrow Missile luchtdoelraketten en RIM-116 Rolling Airframe Missile Block 2 luchtdoelraketten voor korte afstand, Harpoon antischeepsraketten een Bofors 57 mm snelvuurkanon en 12,7 mm en Mk 38 25 mm machinegeweren.
 Colombia Schepen type 10514 besteld met 16 Mk56 cellen VL-MICA luchtdoelraketten. Er is een 76 mm STRALES snelvuurkanon van Leonardo als luchtafweergeschut, een Rheinmetall Millenium CIWS, 8 Exocet antischeepsraketten, een NS100 radar, twee STIR 1.2 vuurleidingsradars en een sonar in de romp.